# Saint-André-en-Vivarais
Pour les articles homonymes, voir Saint-André.
Saint-André-en-Vivarais ou parfois Saint-André-des-Effangeas est une commune française, du Vivarais, située dans le département français de l'Ardèche en région française Auvergne-Rhône-Alpes.
Ses habitants sont appelés les Saint-Andréens.

## Géographie

### Situation et description
Saint-André-en-Vivarais se trouve dans le nord du département de l'Ardèche, entre la vallée du Rhône et le Massif central et à la limite nord du plateau Vivarais-Lignon. La commune est située à 1 070 m d'altitude, sur la ligne de partage des eaux Atlantique - Méditerranée, dominant les hauts plateaux du Velay. Le village se situe à quelques kilomètres du lac de Devesset (48 hectares), principale base nautique de la région, avec le lac de Lavalette.
À côté du village de Saint-André, la commune possède une enclave située entre les communes de Saint-Bonnet-le-Froid, Saint-Pierre-sur-Doux et Rochepaule. Quelques maisons de la Chapelle-sous-Rochepaule et des Chalayes appartiennent à la commune.

### Climat
Pour des articles plus généraux, voir Climat d'Auvergne-Rhône-Alpes et Climat de l'Ardèche.
En 2010, le climat de la commune est de type climat de montagne, selon une étude du CNRS s'appuyant sur une série de données couvrant la période 1971-2000. En 2020, Météo-France publie une typologie des climats de la France métropolitaine dans laquelle la commune est exposée à un climat de montagne ou de marges de montagne et est dans la région climatique Sud-est du Massif Central, caractérisée par une pluviométrie annuelle de 1 000 à 1 500 mm, minimale en été, maximale en automne.
Pour la période 1971-2000, la température annuelle moyenne est de 7,4 °C, avec une amplitude thermique annuelle de 15,9 °C. Le cumul annuel moyen de précipitations est de 1 115 mm, avec 10,7 jours de précipitations en janvier et 7,1 jours en juillet. Pour la période 1991-2020, la température moyenne annuelle observée sur la station météorologique de Météo-France la plus proche, sur la commune de Lalouvesc à 10 km à vol d'oiseau, est de 8,3 °C et le cumul annuel moyen de précipitations est de 1 064,8 mm,. Pour l'avenir, les paramètres climatiques de la commune estimés pour 2050 selon différents scénarios d'émission de gaz à effet de serre sont consultables sur un site dédié publié par Météo-France en novembre 2022.

### Hydrographie
Le Doux, un affluent en rive droite du Rhône, borde une enclave de la commune dans sa partie orientale.

### Environnement
Le paysage de la région est essentiellement composée de vastes prairies verdoyantes, marquées par le relief. Elles sont remplies de jonquilles au printemps.
L'humidité de la région, la forte présence de l'eau, ont été favorables à la formation de tourbières il y a environ 10 000 ans.
En dehors des prairies, les alentours du village sont recouverts de forêts d'épicéas, ce qui explique l'implantation de scieries, menuiseries et autres industries liées à la sylviculture. Ces forêts sont riches en fruits sauvages et champignons. Saint-André-en-Vivarais est l'une des communes les plus boisées en France.
Le climat est relativement doux durant l'année, mais peut s'avérer très rude. En raison de l'altitude et des vents parfois violents, notamment la burle, les températures hivernales ont parfois atteint −25 °C.

## Urbanisme

### Typologie
Au 1er janvier 2024, Saint-André-en-Vivarais est catégorisée commune rurale à habitat très dispersé, selon la nouvelle grille communale de densité à 7 niveaux définie par l'Insee en 2022.
Elle est située hors unité urbaine et hors attraction des villes,.

### Occupation des sols
L'occupation des sols de la commune, telle qu'elle ressort de la base de données européenne d’occupation biophysique des sols Corine Land Cover (CLC), est marquée par l'importance des forêts et milieux semi-naturels (65,1 % en 2018), en diminution par rapport à 1990 (65,9 %). La répartition détaillée en 2018 est la suivante : forêts (62,9 %), prairies (21 %), zones agricoles hétérogènes (13,9 %), milieux à végétation arbustive et/ou herbacée (2,3 %).
L'évolution de l’occupation des sols de la commune et de ses infrastructures peut être observée sur les différentes représentations cartographiques du territoire : la carte de Cassini (XVIIIe siècle), la carte d'état-major (1820-1866) et les cartes ou photos aériennes de l'IGN pour la période actuelle (1950 à aujourd'hui).

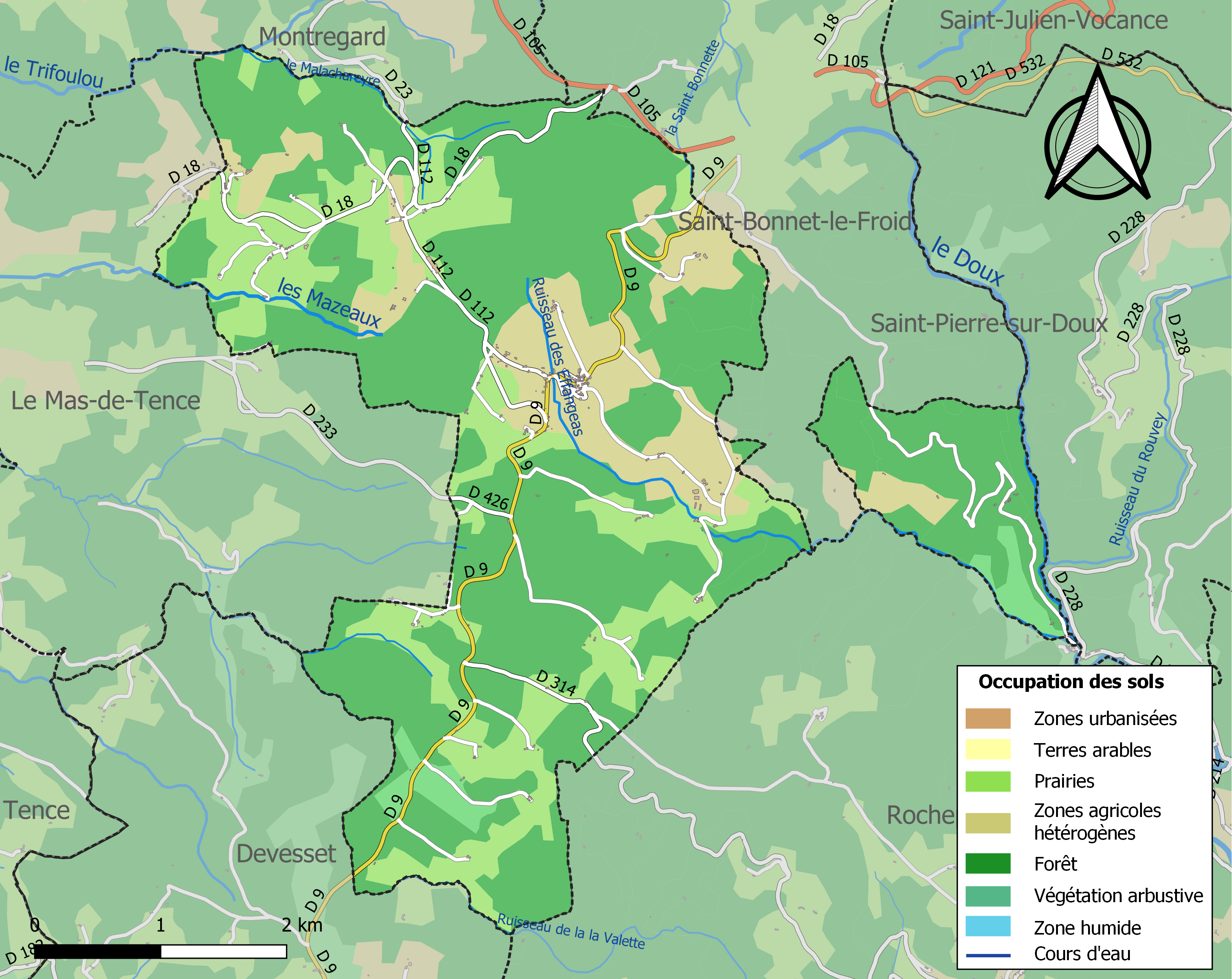
Carte des infrastructures et de l'occupation des sols de la commune en 2018 (CLC).

## Toponymie
Autrefois la commune s'appelait Saint-André-de-Beaudiner puis Saint-André-des-Effangeas, elle a acquis son nom actuel en 1926. Durant la période révolutionnaire, elle se nommait Montvert.
Beaudiner représente le gaulois bodina qui signifie "limite, borne, frontière". Saint-André se trouve en effet à la limite du Vivarais et du Velay, aujourd'hui des départements de l'Ardèche et de la Haute-Loire.

## Histoire
Il n’y a pas de traces avérées de présence humaine à Saint-André-en-Vivarais lors de la préhistoire.
La zone de peuplement qui deviendra au XIVe siècle Saint-André-des-Effengeas est citée par Joseph Dourille[Qui ?] comme dépendant de la tribu celte des Ségalauniens.
Durant le très haut Moyen Âge, cette frange du Vivarais et du Velay est un désert humain. Elle était recouverte de sa forêt primitive et peuplée de bêtes sauvages (loups, ours…).
Vers 1130 le seigneur du territoire de la future commune de Saint-André-en-Vivarais était Arthaud de Beaudiner qui à cette époque fit bâtir le château de Beaudiner. Celui-ci sera le siège de la baronnie de Beaudiner comprenant les villages de Montregard, Saint-Bonnet-le-Froid, Saint-Julien-Molhsabates et Saint-André-en-Vivarais.
Avant le XIVe siècle le principal centre de peuplement était le bourg du château de Beaudiner. Au XIVe siècle le bourg de Saint-André autrefois composé de seulement quelques fermes est suffisamment important pour qu’une paroisse y soit fondée, il deviendra alors un village. Le nom de ce bourg originel est inconnu : Effengeas ?, Rialles ? ou autres?
Au XIIe siècle, construction de la maison forte de Montivers qui était la demeure des châtelains gérant la baronnie et le château des Beaudiner après leur déménagement pour le château de Cornillon.
Entre 1360 et 1384 les grandes compagnies semèrent la désolation dans le Velay et le Vivarais qui souffrirent de leurs exactions. C’est très probablement durant cette période que les maisons fortes de Montivers et de Beaume sont attaquées et incendiées. Quant au château de Beaudiner, on rapporte qu’il aurait joué un rôle durant cette période trouble mais aucun texte ne relate de quelconques combats qui s’y seraient déroulés.
En 1572, pendant les guerres de Religion, le capitaine huguenot Vacheresse prit le château de Beaudiner par stratagème.
Après plusieurs sièges menées en 1572, 1573, 1574, le baron de Saint-Vidal avec moult gens de guerre à cheval et à pied et sept pièces d'artillerie reprit et détruisit le château et le bourg de Beaudiner de fond en comble en 1577.
Au cours de l'année 1636, saint Jean-François Régis vint à Saint-André-en-Vivarais prêcher un dimanche. Son tombeau se situe dans le village de Lalouvesc.
Louis Pize, enseignant et poète, était surnommé le « Virgile du Vivarais ». Il est né le 18 mai 1892 à Bourg-Saint-Andéol (Ardèche) et décédé le 4 septembre 1976 à Saint-André-en-Vivarais.
Postérieurement à la normalisation de l'état civil, il fut constaté que pendant plusieurs années, la commune n'avait pas rempli ses obligations d'enregistrement des naissances, mariages et décès. Les causes ne sont pas établies mais l'absence de consignes, de registres pré-imprimés, la confusion des rôles avec ceux dévolus au chef-lieu de canton sont des motifs possibles.
Une commission d'enquête nommée par délibération de l'Administration municipale du canton de Saint-Agrève en date du 23 fructidor an VI (9 septembre 1798) a été chargée de reconstituer les événements à compter du 20 septembre 1792, date de la mise en place de l'état civil.
Les rapports de cette commission sont inclus dans les registres détenus par la mairie et les archives départementales. Ils sont établis en nivôse an huit (janvier 1800) et font état de 81 naissances et 29 mariages reconstitués.

### Les Hospitaliers
Au XIIe siècle, implantation des Hospitaliers de l’ordre de Saint-Jean de Jérusalem en haut Vivarais, construction de la commanderie de Devesset et de la maison forte du fief de Beaume sa dépendance.

## Politique et administration

### Liste des maires

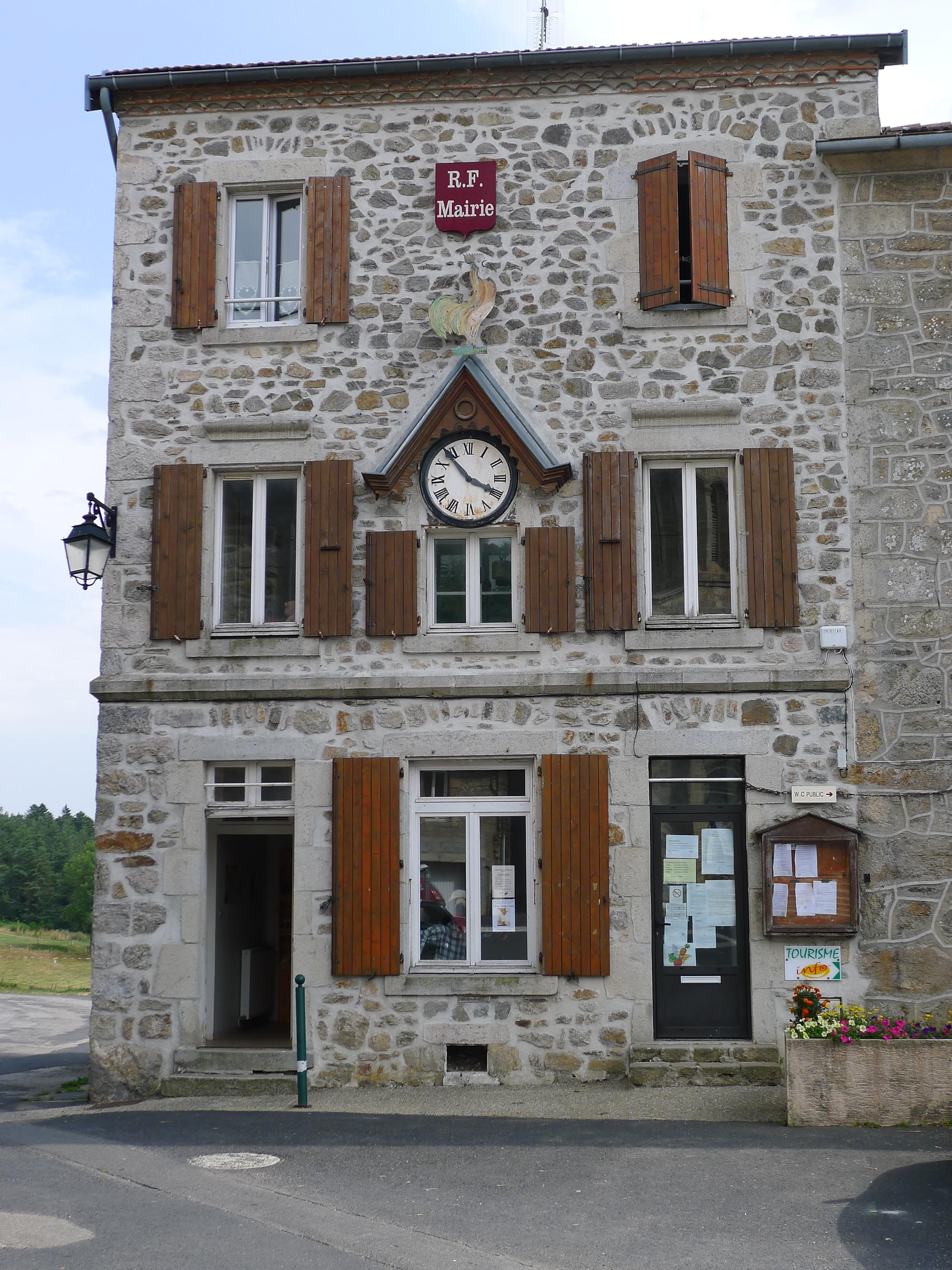
La mairie.

| Période                                  | Période      | Identité       | Étiquette | Qualité     |
| ---------------------------------------- | ------------ | -------------- | --------- | ----------- |
| Les données manquantes sont à compléter. |              |                |           |             |
| avant 1988                               | ?            | Maurice Marcon |           |             |
| mars 1989                                | mars 2001    | Guy Pleynet    |           |             |
| mars 2001                                | juillet 2020 | Charles Fouvet |           | Agriculteur |
| juillet 2020                             | En cours     | Antoine Cavroy |           |             |

## Population et société

### Démographie
En 1464 environ un siècle après sa fondation 30 feux fumaient en la paroisse de Saint-André-en-Vivarais soit de 200 à 350 habitants (le recensement ne comprenant pas les habitants du bourg de Beaudiner, les nobles et les hommes d'église), ils rapportaient 77 de taille (aide et crue cumulées) en 1478.
On peut noter une nette décroissance de la population au recensement de 1836 (-55 %), conséquences de la Révolution française et des guerres napoléoniennes ? La population croit régulièrement jusqu’au début du XXe siècle ; puis la révolution industrielle engendre un exode rural qui fait chuter la population de près de 80 % entre 1910 et la fin des années 1980.
L'évolution du nombre d'habitants est connue à travers les recensements de la population effectués dans la commune depuis 1793. Pour les communes de moins de 10 000 habitants, une enquête de recensement portant sur toute la population est réalisée tous les cinq ans, les populations de référence des années intermédiaires étant quant à elles estimées par interpolation ou extrapolation. Pour la commune, le premier recensement exhaustif entrant dans le cadre du nouveau dispositif a été réalisé en 2006.

En 2022, la commune comptait 211 habitants, en évolution de −1,86 % par rapport à 2016 (Ardèche : +2,48 %, France hors Mayotte : +2,11 %).
| 1793 | 1800 | 1806 | 1821 | 1831 | 1836 | 1841 | 1846  | 1851 |
| ---- | ---- | ---- | ---- | ---- | ---- | ---- | ----- | ---- |
| 798  | 630  | 779  | 425  | 778  | 913  | 911  | 1 005 | 894  |

| 1856 | 1861 | 1866 | 1872 | 1876  | 1881 | 1886  | 1891  | 1896  |
| ---- | ---- | ---- | ---- | ----- | ---- | ----- | ----- | ----- |
| 857  | 927  | 900  | 952  | 1 000 | 990  | 1 064 | 1 134 | 1 102 |

| 1901  | 1906  | 1911  | 1921 | 1926 | 1931 | 1936 | 1946 | 1954 |
| ----- | ----- | ----- | ---- | ---- | ---- | ---- | ---- | ---- |
| 1 095 | 1 101 | 1 075 | 908  | 810  | 787  | 665  | 617  | 530  |

| 1962 | 1968 | 1975 | 1982 | 1990 | 1999 | 2006 | 2011 | 2016 |
| ---- | ---- | ---- | ---- | ---- | ---- | ---- | ---- | ---- |
| 485  | 408  | 319  | 255  | 213  | 235  | 225  | 225  | 215  |

| 2021 | 2022 | - | - | - | - | - | - | - |
| ---- | ---- | - | - | - | - | - | - | - |
| 210  | 211  | - | - | - | - | - | - | - |

| Population | 1990 | 1999 | Ecart       |
| ---------- | ---- | ---- | ----------- |
| Totale     | 213  | 235  | 22 (10,3 %) |
| Active     | 76   | 88   | 12 (15,8 %) |
| Chômeurs   | 8    | 12   | 4 (50 %)    |
| Ménages    | 80   | 91   | 11 (13,9 %) |
| Femmes     | 106  | 114  | 8 (7,5 %)   |
| Hommes     | 107  | 121  | 14 (13,1 %) |

| Niveau d'étude | Aucun diplôme ou NSPP | Certificat d'études primaires | Brevet des collèges | CAP ou BEP | baccalauréat | BTS/licence | diplômes supérieurs |
| -------------- | --------------------- | ----------------------------- | ------------------- | ---------- | ------------ | ----------- | ------------------- |
| Commune        | 31 %                  | 23 %                          | 7 %                 | 27 %       | 8 %          | 3 %         | 1 %                 |

### Enseignement
La commune est rattachée à l'académie de Grenoble.

### Médias
Deux organes de presse écrite de niveau régional sont distribués dans la commune :
- L'Hebdo de l'Ardèche, journal hebdomadaire français basé à Valence et diffusé à Privas depuis 1999. Il couvre l'actualité pour tout le département de l'Ardèche ;
- Le Dauphiné libéré, journal quotidien de la presse écrite française régionale distribué dans la plupart des départements de l'ancienne région Rhône-Alpes, notamment l'Ardèche. La commune est située dans la zone d'édition du Nord-Ardèche (Annonay - Le Cheylard).

### Cultes
La communauté catholique et l'église de Saint-André-en-Vivarais (propriété de la commune) sont rattachées à la paroisse Saint Agrève en Vivarais qui compte huit autres communes. Cette paroisse dont le presytère (maison paroissiale) est située dans la commune de Saint-Agrève est, elle même, rattachée au diocèse de Viviers.

## Économie et immobilier

### Immobilier
Propriétaires de leur résidence principale : 64,84 %
Résidence principale de type maisons/fermes : 92,31 %
Résidences principales en immeuble : 5,49 %
| Immobilier             | 1990 | 1999 | Ecart       |
| ---------------------- | ---- | ---- | ----------- |
| Propriétaires          | 49   | 59   | 10 (20,4 %) |
| Locataires             | 24   | 25   | 1 (4,2 %)   |
| Résidences principales | 81   | 91   | 10 (12,3 %) |
| Résidences secondaires | 64   | 79   | 15 (23,4 %) |

| Ancienneté de l'habitat | avant 1948 | 1949 à 1974 | 1975 à 1981 | 1982 à 1989 | après 1990 |
| ----------------------- | ---------- | ----------- | ----------- | ----------- | ---------- |
| Taux                    | 68 %       | 10 %        | 4 %         | 5 %         | 13 %       |

### Emploi
Taux d'activité : 78,4 %
Taux de chômage : 18,18 %
| Secteur d'activité | Agriculteurs | Artisans, commerçants | Cadres | Professions Intermédiaires | Employés | Ouvriers |
| ------------------ | ------------ | --------------------- | ------ | -------------------------- | -------- | -------- |
| Commune            | 19 %         | 4 %                   | 0 %    | 4 %                        | 19 %     | 54 %     |
| France             | 2,7 %        | 6 %                   | 14,7 % | 23,2 %                     | 29,1 %   | 23,9 %   |

### Activités économiques
| Activité économique                | Établissements | Salariés |
| ---------------------------------- | -------------- | -------- |
| Total entreprise                   | 7              | 4        |
| Industries de biens intermédiaires | 1              | 3        |
| Construction                       | 2              | 0        |
| Services aux entreprises           | 1              | 0        |
| Service aux particuliers           | 3              | 1        |

Source: INSEE

## Culture et patrimoine

### Lieux et monuments
- Monument aux morts pour la France (en face de l'église).
- Église et mairie, au centre du village, de part et d'autre de la place Principale. L'église est lieu de culte de la paroisse catholique « Saint-Agrève en Vivarais »[18].

- Musée de la Béate (Les Ruches).
- Château de Montivert (Monument Historique privé), ancienne résidence d'été de la famille lyonnaise de Lacroix-Laval, descendants des Montivers.
- Château de Beaume (Monument Historique privé).
- Château disparu de Beaudiner, siège d'une baronnie[19].
- Les hameaux et lieux-dits de la commune : les Pimpies, Montivert (château), Beauvert, le Brochet, la Garnat, le Basset, les Eygassons, les Fayes, la Croix des Ruches, les Ruches, la Passa, les Versets, Boucharin, Bel-Air, la Célette, le Gua, Bénétrèche, les Grangeasses, la Souche, Pèyregourde (ruines), Louveton, Fougère, Vacheresse, Poularin, la Sagnette, la Chaumette, les Combes, Gaucher, Barjon, Baume, la Raze, la Faurie, la Chaumasse, les Scies, la Pessia, la Fereire, Bramaloup, Malachareyre, Bouffevent, la Vialette, la Chave, Piaron, le Muret (ruines), les Fournes (ruines).
- la Valette, les Chalayes, la Rochette (1 et 2),
- Deux calvaires (route de Saint-Agrève et route de Saint-Bonnet-le-Froid).

### Personnalités liées à la commune

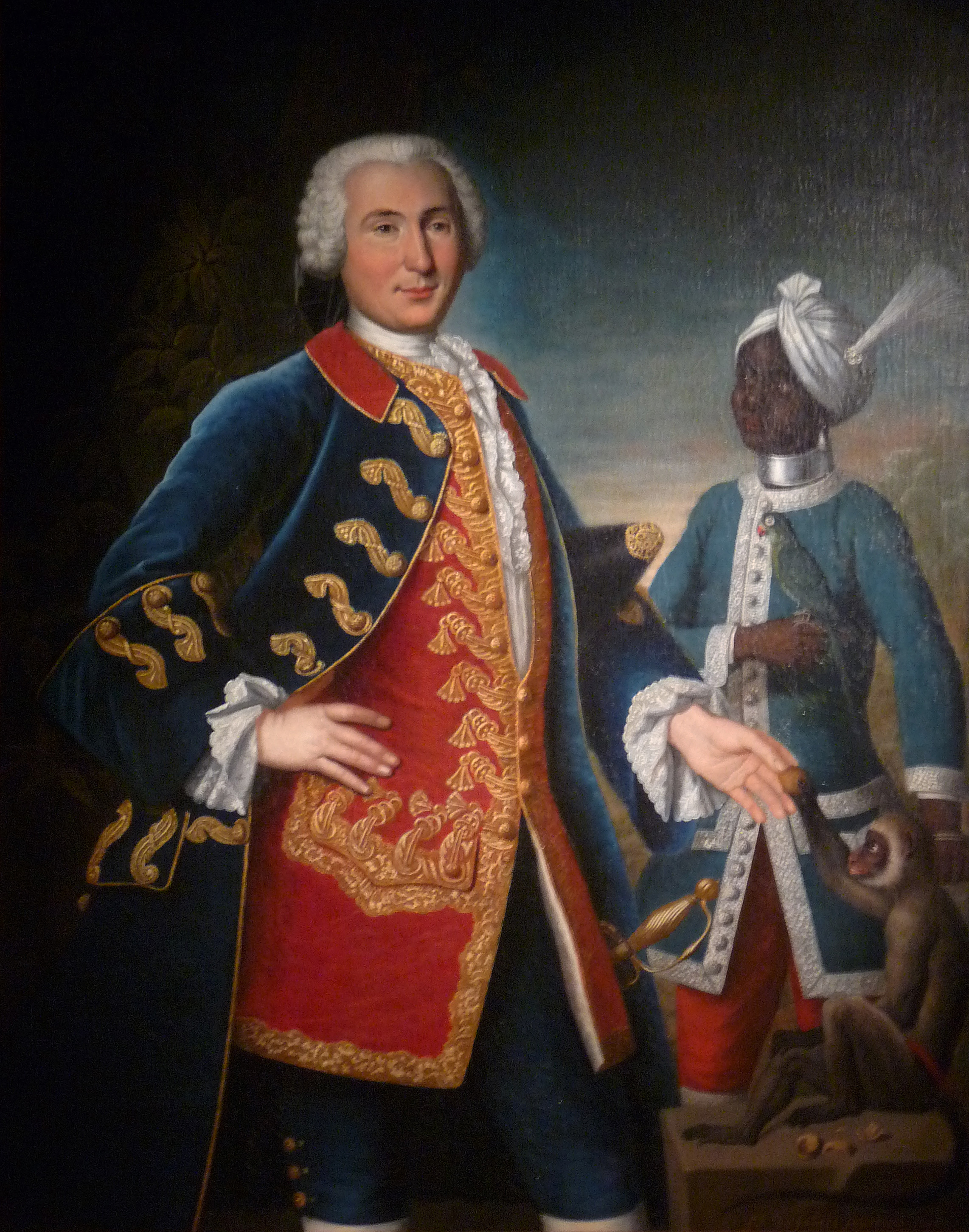
Portrait d'Antoine Barthélemy de Vire Duliron de Montivers actuellement propriété du Musée de la Compagnie des Indes (provenance Château de Montivert)

- Antoine Barthélemy de Vire Duliron de Montivers, Capitaine d'infanterie à la Compagnie des Indes ayant servi au Sénégal et en Gambie entre 1741 et 1749, puis aux Indes à partir de 1752 ; il fut prisonnier des Anglais entre 1761 et 1766 après avoir combattu contre eux du côté de Pondichéry et Chandernagor. Il fut propriétaire du château de Montivert.
- Le poète contemporain Louis Pize (1892-1976) membre de l'Académie des Sciences, Belles-Lettres et Arts de Lyon s'est éteint à Saint-André-en-Vivarais.

### La colonie de vacances la plus ancienne de France
Tous les étés, la commune prend vie grâce aux cris et rires des enfants, venus passer des temps de loisirs éducatifs à la colonie de vacances de Saint-André. Situé au plein centre du village et accueillant des enfants principalement issus des bassins annonéen et lyonnais, le centre de vacances existe depuis 1906 à la suite du don du bâtiment par la comtesse de Lacroix-Laval (château de Montivert) à un prêtre d'Annonay voulant créer sa colonie de vacances catholique à l'époque.
Aujourd'hui, ce centre de vacance est devenu la doyenne des colonies de France en activité. L'Association du Centre de Vacances et de Loisirs de Saint-André gère les lieux et ouvre les portes de la colonie durant 8 semaines, chaque été. Les enfants, les animateurs et les activités diverses et variées se succèdent alors pendant ce temps-là.

### Héraldique
|  | Saint-André-en-Vivarais possède des armoiries dont l'origine et le blasonnement exact ne sont pas disponibles. |